# Trish Thuy Trang
Trish Thuy Trang, née Nguyễn Thùy Trang, est une chanteuse et compositrice américano-vietnamienne, née à Saïgon au Vietnam.
Après avoir débuté avec le label Asia Entertainment, elle fonde son propre label, Triple T Productions. Son public, qui est aussi celui ciblé par Asia Entertainment, est principalement constitué de Vietnamiens d'outre-mer.
Elle est notamment l'auteur d'une reprise de Joe le taxi, de Vanessa Paradis.

## Discographie
- Don't Know Why (1998)
- I'll Dream of You (1999)
- Siren (2002)
- Trish (2005)
- Shades of Blue (2008)
- Whispers (2010)